# RA 14 (Italië)

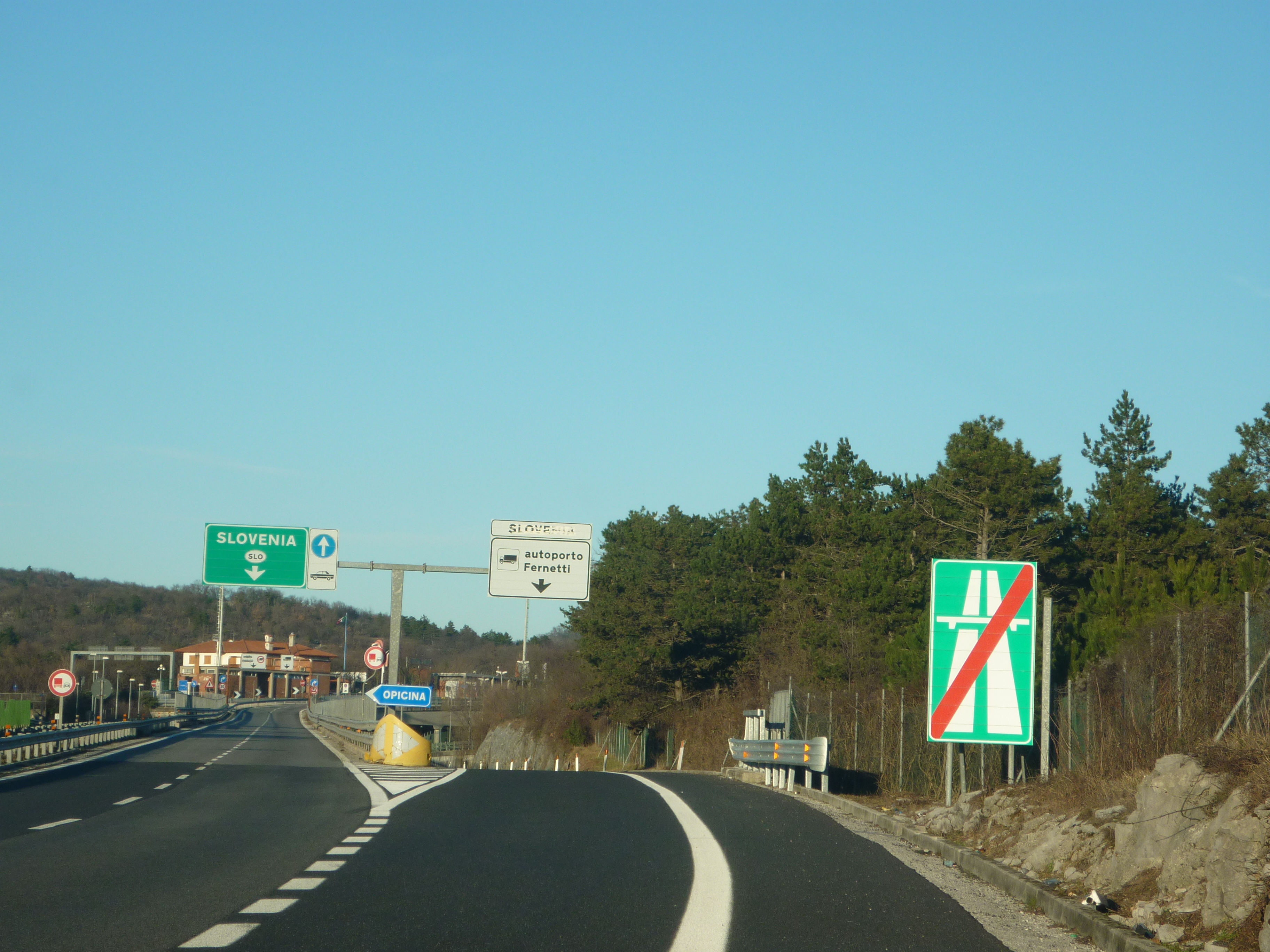

De RA 14 of raccordo autostradale 14 is een autosnelweg in Italië. De RA14 vormt de verbinding tussen Opicina en Fernetti. De RA14 is 1,5 kilometer lang.